# متلازمة الألم بعد رفو الفتق الإربي
متلازمة الألم بعد رفو الفتق الإربي (بالإنجليزية: Post herniorrhaphy pain syndrome)‏ أو الألم الإربي، هو ألم أو شعور بعدم الراحة يستمر لمدة تستغرق 3 شهور بعد جراحة إصلاح الفتق الإربي. بينت التجارب المنضبطة المعشاة التي قارنت بين التنظير الجراحي والجراحة المفتوحة في علاج وتصحيح الفتق الإربي، أن لكليهما معدلات رجعة متشابهة عند استخدام الشبكة الجراحية في التصحيح، وبينت أيضًا أن معدلات الألم المزمن (الأكبر من 10%) تتخطى معدلات الرجعة (الأقل من 2%) وهي مؤشر هام على نجاح الجراحة.
يسبب الألم الإربي المزمن العجز للمريض مع الألم العصبي، والمذل (الخدران)، ونقص الحس، وفرط الإحساس. ويمكن أن يعجز المريض عن أداء عمله، ويُحدّ من أنشطته البدنية والاجتماعية، ويُصاب أيضًا باضطرابات في النوم، ومشاكل نفسية.

## السبب
يحدث ألم الاعتلال العصبي الذي يمكن تعريفه بألم يحدث في مناطق التوزع الحسي للعصب المُعتل بسبب حدوث حالة شد بالعصب موجودة مسبقًا أو بسبب إصابة للعصب أثناء إجراء العملية الجراحية. يوصف هذا الألم غالبًا بأنه ألم طاعن وحارق. يتضمن ألم مستقبلات الأذية (مستقبلات الألم) الألم الجسدي والألم الحشوي. ويمكن أن يحدث هذا الألم الجسدي نتيجة لالتهاب مزمن من الإصابة الجراحية للأنسجة ويوصف بأنه ألم قارض وضارب مع وجود حالة من المضض (ألم عند اللمس).

## الوقاية

### التعامل مع الأعصاب
يعتبر تجنب انحصار الأعصاب وإصابتها أثناء الجراحة من الأمور الحاسمة للوقاية من هذه المتلازمة. ويوجد إجماع حاليًا أن أفضل الوسائل المُتبعة للوقاية هي إظهار وتمييز الأعصاب أثناء الجراحة وحمايتها.
لا يعتبر قطع الأعصاب من الاستراتيجيات المُحبذة لأنها يمكن أن تزيد من الألم أحيانًا على المدى البعيد، ويمكن أيضًا أن تزيد من الاضطرابات الحسية في مناطق التوزع الحسي للعصب المقطوع.
أسوأ الحالات هي عند عدم تمييز أي أعصاب على الإطلاق، والعديد من الجراحين لا يقومون بهذا التمييز. على سبيل المثال، في الممارسة اليومية، يتمكن الجراحون من تمييز الأعصاب الإربية الثلاثة أثناء الجراحة بصورة فردية لكل عصب في أقل من 40% من الحالات، بينما تشير المراجع إلى أن هذا التمييز يمكن القيام به في 70% إلى 90% من الحالات. التحدي هنا هو أن مسار العصب الحرقفي الإربي والعصب الحرقفي الخثلي متطابق مع ما هو موجود بمراجع التشريح في 42% من المرضى فقط. ومع ذلك، يمكن تمييز هذه الاختلافات التشريحية بسهولة.

### الشبكة
الشبكة هي وسيلة تثبيت أخرى أجريت عليها العديد من الدراسات مع وجود نتائج مختلفة لها وعدد من الدلائل على نجاحها في خفض الألم الإربي المزمن. ومع ذلك، يبدو أن لغراء الفبرين ميزة بسيطة عنها. وُجد بعد دراسة أنواع الشبكات أيضًا، أن الشبكة ذات الوزن الأخف أفضل من الشبكة الأثقل، والشبكة الحيوية أفضل من الشبكة الاصطناعية. 

## العلاج

### العلاج غير الجراحي
يمكن أن يكون تقييم الحالات المرضية وعلاجها أمرًا صعبًا. من المهم متابعة الفحص المستمر والتصوير التشخيصي لاستبعاد حدوث أي رجعة غير متوقعة. بعدها يمكن استخدام مضادات الالتهاب، وعمليات إحصار الأعصاب، والتعديل العصبي، مع عرض المريض على أطباء اختصاص علاج الألم.

### استئصال الأعصاب الثلاثة مع أو بدون إزالة الشبكة
إذا اتجهنا إلى العلاج الجراحي، يمكن إجراء عملية استئصال الأعصاب الثلاثة مع أو بدون إزالة الشبكة، إذ أشارت بعض الدراسات الصغيرة على نجاح هذا الإجراء. 
ومع ذلك، لا تعالج عملية استئصال الأعصاب الثلاثة الألم الإربي الناتج عن الاعتلال العصبي بالعصب التناسلي الفخذي، والقطاع أمام الصفاقي من فرعه التناسلي. ولكن بعد تعديل العملية لتشمل العصب التناسلي الفخذي، أعطت نتائج جيدة على عينة صغيرة مكونة من 16 مريضًا.
يلجأ الجراحون إلى عملية إزالة الشبكة بعد فشل كل المحاولات الأخرى، فالشبكة سهلة في وضعها، ولكنها صعبة جدًا عند إزالتها بسبب اندماجها داخل الصفاق.

## المآل
يحدث الألم الإربي المزمن بشكل أكثر شيوعًا عن الرجعة، ويمكن أن يحدث باحتمالية أقل عند إصلاح الفتق بالتنظير الجراحي. غالبًا ما يختفي الألم بأساليب العلاج التحفظية. يمكن اللجوء أخيرًا إلى الحل الجراحي بعد التقييم الكامل للمريض ومحاولة علاجه بالطرق غير الجراحية.

## الانتشار
من الصعب تحديد الانتشارالحقيقي لهذه المتلازمة، فالألم ووصفه يختلف من شخص لآخر. لوحظ في دراسة أُجريت بدولة ليختنشتاين على 419 مريضًا أن 19% من المرضى كانوا يعانون من الألم بعد سنة من المتابعة، ويعاني 6% منهم من آلام متوسطة إلى آلام شديدة. تضم عوامل التنبؤ بحدوث الألم المتوسط والألم الشديد: حالة الفتق الراجع، وزيادة في معدل الألم بعد أول أسبوع من الجراحة، وزيادة معدل الألم بعد أربعة أسابيع من الجراحة. 
بينت دراسة أُجريت على 4062 مريض من سكان اسكتلندا بتعرض 43% من المرضى للألم الطفيف و3% للألم الشديد أو الشديد جدًا بعد ثلاثة أشهر من الجراحة. كانت تظهر حالات الألم الشديد والألم الشديد جدًا في صغار السن والنساء. بينت دراسة أخرى أجريت على هؤلاء المرضى الذين يعانون من الألم الشديد (في مدة متوسطها 30 شهرًا)، توقف الألم عند 29% منهم، وتحسن الألم عند 39% منهم، واستمرار الألم مع 26% منهم.